# Daniel Jarque
Daniel Jarque González (Barcelona, 1983. január 1. – Barcelona, 2009. augusztus 8.) spanyol labdarúgó.

## Pályafutása
Egész pályafutását az RCD Espanyol csapatánál töltötte. Több mint 200 mérkőzést játszott, haláláig ő volt az RCD Espanyol csapatkapitánya. 
2006-ban spanyol kupát nyert, egy évvel később UEFA-kupa-döntőt játszott.

### Válogatott
A különböző utánpótlás-válogatottakban többször játszott, a felnőtt válogatottban nem kapott lehetőséget.

## Sikerei, díjai
- Spanyol kupagyőztes, 2006
- UEFA-kupa-döntős, 2007